# Hans Zeh
Hans Zeh (São Paulo, ) é um músico, arranjador musical, compositor e produtor musical brasileiro, filho de pai alemão e mãe holandesa.[carece de fontes?]

## Carreira
Tem dedicado praticamente toda sua vida a serviço da música. Com mais de 30 anos de carreira, Hans produziu, arranjou, gravou e mixou trabalhos de Oswaldo Montenegro, Emílio Santiago, Kiko Zambianchi, RPM, Gretchen, O Terço, Agnaldo Rayol, Família Lima, Luis Vagner, Rodrigo Faro, Alexandre Pires, Orquestra da Terra, Fábio Jr., Antônio Fagundes, Mafalda Minnozzi, Laura Pausini, Laura Finocchiaro, Pânico, Ronaldo e os Impedidos, Silvio Santos, entre muitos outros.
Ao vivo se apresentou com artistas como: Rosemary, Laura Finnochiaro, Kiko Zambianchi, Opium, Nil Bernardes, Agnaldo Rayol e YUYU20 em grandes shows por todo o país.
Ao lado de diversos produtores consagrados como Piska, Bozzo Barretti, Arnaldo Saccomani, Guto Graça Mello, Luiz Carlos Maluly, Nil Bernardes e Luiz Schiavon entre tantos, gravou e mixou trabalhos de gêneros musicais diferentes, do Rock ao Sertanejo para diversas gravadoras como Som Livre, Sony Music, Universal, Warner Music, Fieldzz Discos e Paradoxx Music.
Trabalhou também com os melhores músicos e arranjadores do país, entre eles Faíska, Bocato, Albino Infantozzi, Otávio Basso, Caixote, Raul De Souza, Jacaré, Franco Jr, José Luis Zambianchi, Lee Marcucci, Wander Taffo, Duofel entre muitos outros.
Hans Zeh também participou da produção de grandes trilhas sonoras, entre elas o anime Yu Yu Hakusho e de telenovelas como O Rei do Gado, Terra Nostra, Esperança, Cabocla (todas exibidas pela Rede Globo) e Maria Esperança (exibida pelo SBT) e ainda fez parte do núcleo de produção musical do programa A Fazenda, da RecordTV.
Hoje, Hans segue gravando e fazendo shows com o YUYU20, onde atua como produtor e tecladista, também grava e produz outros artistas em seu estúdio particular paralelo aos trabalhos de trilha sonora e publicidade.

## Trabalhos
Seus trabalhos mais expressivos são:
- Trilha da novela "O Rei do Gado" - Som Livre (Recorde de vendas)
- "Tormento D´amore" - Agnaldo Rayol - Sony Music (Produzido por Luiz Schiavon e Hans)
- "Você é Meu Destino" - Rodrigo Faro - Sony Music (Composição de Hans Z, Luigi Carneiro, Brenner Bianco, Luiz Schiavon e Barbosa, arranjo de Hans Z, gravada para o álbum de Rodrigo e incluída posteriormente na trilha da novela Terra Nostra)[5]
- "KZ" - Kiko Zambianchi - Warner Music (Hans toca Baixo, Teclados e realizou todas as gravações e mixagens do álbum)
- Trilha Sonora de "Yu Yu Hakusho" (Produtor, arranjador, técnico de gravação, mixagem,  músico e compositor)
- CD e DVD "RPM 2002 / MTV AO VIVO" - RPM - Universal (Técnico de gravação e pré-produção)
- CD e DVD "O Terço Live At The Palace" - O Terço - Movie Play (Gravação Ao Vivo - Mixagens)
- CD Yuyu20 - Yuyu20
- CD Trilha Sonora Original - Yuyu20